# Lijst van voetbalinterlands Burkina Faso - Togo
Deze lijst van voetbalinterlands is een overzicht van alle officiële voetbalwedstrijden tussen de nationale teams van Burkina Faso (dat tot 1984 Opper-Volta heette) en Togo. De West-Afrikaanse buurlanden speelden tot op heden 23 keer tegen elkaar. De eerste ontmoeting was een vriendschappelijke wedstrijd op 30 november 1971 in Lomé. Het laatste duel, een kwalificatiewedstrijd voor de Afrika Cup 2023, werd gespeeld in de Togolese hoofdstad op 28 maart 2023.

## Wedstrijden
| №  | Plaats            | Datum            | Competitie                                        | Wedstrijd           | Uitslag |
| -- | ----------------- | ---------------- | ------------------------------------------------- | ------------------- | ------- |
| 1  | Lomé              | 30 november 1971 | Vriendschappelijk                                 | Togo – Opper-Volta  | 1 – 0   |
| 2  | Ouagadougou       | 12 december 1971 | Vriendschappelijk                                 | Opper-Volta – Togo  | 1 – 2   |
| 3  | Cotonou           | 17 februari 1982 | Vriendschappelijk                                 | Togo – Opper-Volta  | 2 – 1   |
| 4  | Ouagadougou       | 17 november 1984 | Vriendschappelijk                                 | Burkina Faso − Togo | 1 − 1   |
| 5  | Accra             | 24 februari 1986 | Vriendschappelijk                                 | Burkina Faso − Togo | 0 − 1   |
| 6  | Ouagadougou       | 1 september 1990 | Afrika Cup 1992 kwalificatie                      | Burkina Faso − Togo | 2 − 0   |
| 7  | Lomé              | 21 april 1991    | Afrika Cup 1992 kwalificatie                      | Togo − Burkina Faso | 1 − 0   |
| 8  | Lomé              | 4 december 1994  | Vriendschappelijk                                 | Togo − Burkina Faso | 2 − 0   |
| 9  | Lomé              | 4 juni 1997      | Vriendschappelijk                                 | Togo − Burkina Faso | 0 − 0   |
| 10 | Ouagadougou       | 23 augustus 1998 | Vriendschappelijk                                 | Burkina Faso − Togo | 1 − 1   |
| 11 | Lomé              | 18 januari 1999  | Vriendschappelijk                                 | Togo − Burkina Faso | 1 − 2   |
| 12 | Ouagadougou       | 7 november 1999  | Vriendschappelijk                                 | Burkina Faso − Togo | 1 − 0   |
| 13 | Ouagadougou       | 10 november 1999 | Vriendschappelijk                                 | Burkina Faso − Togo | 1 − 1   |
| 14 | Lomé              | 7 januari 2001   | Vriendschappelijk                                 | Togo − Burkina Faso | 1 − 1   |
| 15 | Ouagadougou       | 16 december 2001 | Vriendschappelijk                                 | Burkina Faso − Togo | 1 − 2   |
| 16 | Lomé              | 22 december 2001 | Vriendschappelijk                                 | Togo − Burkina Faso | 1 − 0   |
| 17 | Lomé              | 29 mei 2005      | Vriendschappelijk                                 | Togo − Burkina Faso | 1 − 0   |
| 18 | Le Petit-Quevilly | 11 februari 2009 | Vriendschappelijk                                 | Burkina Faso − Togo | 1 − 1   |
| 19 | Ouagadougou       | 1 december 2012  | African Championship of Nations 2014 kwalificatie | Burkina Faso − Togo | 2 − 1   |
| 20 | Lomé              | 16 december 2012 | African Championship of Nations 2014 kwalificatie | Togo − Burkina Faso | 0 − 1   |
| 21 | Nelspruit         | 3 februari 2013  | Afrika Cup 2013                                   | Burkina Faso − Togo | 1 − 0   |
| 22 | Marrakesh         | 24 maart 2023    | Afrika Cup 2023 kwalificatie                      | Burkina Faso − Togo | 1 − 0   |
| 23 | Lomé              | 28 maart 2023    | Afrika Cup 2023 kwalificatie                      | Togo − Burkina Faso | 1 − 1   |

## Samenvatting
| Competitie                                   | Totaal gespeeld | Winst Burkina Faso | Gelijk | Winst Togo | Doelsaldo Burkina Faso – Togo |
| -------------------------------------------- | --------------- | ------------------ | ------ | ---------- | ----------------------------- |
| Afrika Cup                                   | 1               | 1                  | 0      | 0          | 1 − 0                         |
| Afrika Cup-kwalificatie                      | 4               | 2                  | 1      | 1          | 4 − 2                         |
| African Championship of Nations-kwalificatie | 2               | 2                  | 0      | 0          | 3 − 1                         |
| Vriendschappelijk                            | 16              | 2                  | 6      | 8          | 11− 18                        |
| Totaal                                       | 23              | 7                  | 7      | 9          | 19 − 21                       |

Wedstrijden bepaald door strafschoppen worden, in lijn met de FIFA, als een gelijkspel gerekend.
FBF · A-internationals · Olympisch elftal · Burkinees vrouwenelftal
1960 – 1969 · 
1970 – 1979 · 
1980 – 1989 · 
1990 – 1999 · 
2000 – 2009 · 
2010 – 2019 ·
2020 − 2029
Algerije ·
Angola ·
Bahrein ·
België ·
Benin ·
Botswana ·
Burundi ·
Centraal-Afrikaanse Republiek ·
Chili ·
Comoren ·
Congo-Brazzaville ·
Congo-Kinshasa ·
Djibouti ·
Egypte ·
Equatoriaal-Guinea ·
Ethiopië ·
Gabon ·
Gambia ·
Ghana ·
Guinee ·
Guinee-Bissau ·
Iran ·
Ivoorkust ·
Kaapverdië ·
Kameroen ·
Kazachstan ·
Kenia ·
Kosovo · 
Lesotho ·
Liberia ·
Libië ·
Madagaskar ·
Malawi ·
Mali ·
Marokko ·
Mauritanië ·
Mozambique ·
Namibië ·
Niger ·
Nigeria ·
Noord-Korea ·
Oeganda ·
Oezbekistan ·
Oman ·
Qatar ·
Senegal ·
Seychellen ·
Sierra Leone ·
Soedan ·
Swaziland ·
Tanzania ·
Togo ·
Tunesië ·
Zambia ·
Zimbabwe ·
Zuid-Afrika ·
Zuid-Korea ·
Zuid-Soedan
Nigeria (2013)
FTF · Selecties · Togolees vrouwenelftal
1950 – 1959 · 
1960 – 1969 · 
1970 – 1979 · 
1980 – 1989 · 
1990 – 1999 · 
2000 – 2009 · 
2010 – 2019 ·
2020 − 2029
WK 2006
Algerije ·
Angola ·
Bahrein ·
Benin ·
Botswana ·
Bukina Faso ·
Centraal-Afrikaanse Republiek ·
Chili ·
Comoren ·
Congo-Bazzaville ·
Congo-Kinshasa ·
Denemarken ·
Djibouti ·
Egypte ·
Equatoriaal-Guinea ·
Ethiopië ·
Frankrijk ·
Gabon ·
Gambia ·
Ghana ·
Guinee ·
Guinee-Bissau ·
Iran ·
Ivoorkust ·
Japan ·
Kaapverdië ·
Kameroen ·
Kenia ·
Lesotho ·
Liberia ·
Libië ·
Liechtenstein ·
Luxemburg ·
Madagaskar ·
Malawi ·
Mali ·
Marokko ·
Mauritanië ·
Mauritius ·
Mozambique ·
Namibië ·
Niger ·
Nigeria ·
Oeganda ·
Oman ·
Paraguay ·
Rwanda ·
Sao Tomé en Principe ·
Saoedi-Arabië ·
Senegal ·
Sierra Leone ·
Soedan ·
Swaziland ·
Tsjaad ·
Tunesië ·
Verenigde Arabische Emiraten ·
Zambia ·
Zimbabwe ·
Zuid-Korea ·
Zuid-Soedan ·
Zwitserland
Frankrijk (2006) · 
Zuid-Korea (2006) · 
Zwitserland (2006)